# 1934年オーストラリア選手権 (テニス)
1934年 オーストラリア選手権（1934ねんオーストラリアせんしゅけん、1934 Australian Championships）に関する記事。オーストラリア・シドニー市内にある「ホワイトシティ・テニスクラブ」にて開催。

## 大会の流れ
- 本年度のシード選手については、男子シングルスは8名が選ばれ、女子シングルスは順位を定めていない。
- 初期の全豪選手権のように、外国人出場者が少なかった時期は、地元オーストラリア人選手の国旗表示を省略する。

## シード選手

### 男子シングルス
1. ジャック・クロフォード　（準優勝）
2. フレッド・ペリー　（初優勝）
3. ビビアン・マグラス　（ベスト4）
4. エイドリアン・クイスト　（ベスト4）
5. ハリー・ホップマン　（ベスト8）
6. ハロルド・リー　（ベスト8）
7. ジョージ・ヒューズ　（ベスト8）
8. エドガー・ムーン　（ベスト8）

## 大会経過

### 男子シングルス
準々決勝
- ジャック・クロフォード vs.  ハロルド・リー　6-2, 7-5, 3-6, 6-2
- エイドリアン・クイスト vs. エドガー・ムーン　6-3, 6-3, 6-1
- フレッド・ペリー vs. ハリー・ホップマン　6-3, 6-4, 6-3
- ビビアン・マグラス vs.  ジョージ・ヒューズ　6-4, 6-3, 6-3

準決勝
- ジャック・クロフォード vs. エイドリアン・クイスト　6-4, 6-2, 6-2
- フレッド・ペリー vs. ビビアン・マグラス　2-6, 5-7, 6-4, 6-4, 6-1

### 女子シングルス
準々決勝
- ジョーン・ハーティガン vs. ウラ・ファルケンバーグ　6-1, 6-4
- ルイーズ・ビカートン vs. ナンシー・チティー　6-3, 6-1
- キャスリーン・ル・メスリエ vs. エミリー・フッド・ウェスタコット　2-6, 10-8, 6-3
- マーガレット・モールズワース vs. ネル・ホール　6-4, 6-1

準決勝
- ジョーン・ハーティガン vs. ルイーズ・ビカートン　6-1, 6-3
- マーガレット・モールズワース vs. キャスリーン・ル・メスリエ　7-5, 6-4

## 決勝戦の結果
- 男子シングルス： フレッド・ペリー vs. ジャック・クロフォード　6-3, 7-5, 6-1
- 女子シングルス：ジョーン・ハーティガン vs. マーガレット・モールズワース　6-1, 6-4
- 男子ダブルス： フレッド・ペリー＆ ジョージ・ヒューズ vs. エイドリアン・クイスト＆ドン・ターンブル　6-8, 6-3, 6-4, 3-6, 6-3
- 女子ダブルス：マーガレット・モールズワース＆エミリー・フッド・ウェスタコット vs. ジョーン・ハーティガン＆ウラ・ファルケンバーグ　6-8, 6-4, 6-4
- 混合ダブルス：エドガー・ムーン＆ジョーン・ハーティガン vs. レイ・ダンロップ＆エミリー・フッド・ウェスタコット　6-3, 6-4